# Силян
Силян (на шведски: Siljan) е седмото по големина езеро в Швеция (лен Даларна). Площта му е 292,5 km² (заедно с езерата Оршашьон и Иншьон, които са на същата надморска височина – 354 km²), обемът – 8,09 km³, средната дълбочина – 27,8 m, максималната – 134 m.

## Географско характеристика
Езерото Силян е разположено в централната част на Швеция, в средната част на лена Даларна. Това е геоложка формация от преди 356 милиона години, за произхода на която се счита метеоритен сблъсък, станал през девона. Седиментните пластове от камбрия, ордовика и силура съдържат голямо количество фосили. Предполага се и наличието на нефт, но опитите за откриването му са неуспешни. Именно метеоритният сблъсък е формирал Силян, Оршашьон, Скатунген, Иншьон и няколко други по-малки езра в района. Впоследствие образувалата се голяма котловина е допълнително удълбана и обработена но континенталния ледник. Има стръмни и силно разчленени брегове с дължина 244 km, дължина от северозапад на югоизток 39 km и максимална ширина от североизток на югозапад 12 km. На север, в района на град Мура чрез тесен ръкав се свързва с разположеното на същата надморска височина езеро Оршашьон, а на югоизток, в района на град Лександ – с езерото Иншьон. На юг са разположени дългите и тесни заливи Лимавикен и Олснавикен, на югоизток – залива Йотвикен, а на изток – залива Ретвикен. В северозападната му част се намира големия остров Солерьон (20,5 km²). В северозападния му ъгъл, при град Мура, в ръкава, който го свързва с езерото Оршашьон, се влива река Йостердалелвен, която изтича от него от южния му край при град Лександ и която е лява съставяща на река Далелвен, вливаща се в югоизточната част на Ботническия залив на Балтийско море.
Водосборният басейн на Силян е с площ 11 955 km², като малка част от него е на норвежка територия. Разположено е на 161 m н.в., като колебанията на водното му ниво през годината са незначителни и плавни, с малко по-високо ниво през лятото. По този начин годишният му отток е почти постоянен и с малки отклонения. Замръзва през декември, а се размразява през април.

## Стопанско значение, селища
В езерото се извършва транспортно и туристическо корабоплаване. Обект е на воден туризъм. Покрай източния и северния му бряг южния му браг[ неясно? ] преминава участък от шосе № 70, свързващо столицата Стокхолм с норвежкия град Тронхайм. По силно разчленените му брегове са разположени множество предимно малки населени места, зони за отдих и воден туризъм, като най-големите селища са градовете Мура (на северозапад), Лександ (на юг), Ретвик (на изток).